# Настя (річка)
Настя, Руда — річка в Україні, в Андрушівському районі Житомирської області. Права притока Пустохи (басейн Дніпра).

## Опис
Довжина річки 14 км. Висота витоку річки над рівнем моря — 238 м; висота гирла над рівнем моря — 227 м; падіння річки — 11 м; похил річки — 0,79 м/км. Площа басейну 36,4 км².

## Розташування
Бере початок на південному сході від села Красівка. Тече на північний схід у межах сіл Бровки Другі та Крилівка, на околиці якого впадає в річку Пустоху, притоку Гуйви.

## Риби Насті
У річці водяться: щука звичайна, карась звичайний, окунь, пічкур та плітка звичайна.